# 소말리와 숲의 신
소말리와 숲의 신(ソマリと森の神様, Somali and the Forest Spirit)은 구레이시 야코의 일본 판타지 만화 시리즈이다. 2015년 4월부터 2019년 10월까지 도쿠마 쇼텐의 온라인 만화 잡지 웹 코믹 제년을 통해 온라인에서 연재되었다. 6권의 단행본으로 수집되었다. 사테라이트와 호네츠가 제작한 애니메이션 TV 시리즈 각색판은 2020년 1월 9일부터 3월 26일까지 진행되었다. 크런치롤은 이 시리즈를 공동 제작했다.
오랜 공백 끝에 만화가 구레이시 야코 작가의 건강 문제로 인해 2020년 12월 22일 공식적으로 종영되었다.

## 구성
세상은 영혼, 고블린, 그리고 온갖 종류의 이상한 생물들이 지배한다. 인간은 멸종될 지경까지 박해를 받고 있다. 어느 날, 골렘과 외로운 인간 소녀가 만난다. 이것은 한 사람은 멸망한 종족이고 다른 한 사람은 숲의 파수꾼인 두 사람의 기록이다. 그것은 함께 여행하고 아버지와 딸 사이의 유대에 대해 이야기하지만 골렘은 1년 정도만 살 수 있다. 그는 죽기 전에 그녀를 자신의 종족으로 데려가기 위해 다른 인간을 찾아야 한다.